# Girafe d'Angola
Giraffa camelopardalis angolensis, Giraffa giraffa angolensis
Sous-espèce
Répartition géographique
Statut de conservation UICN

LC : Préoccupation mineure
La Girafe d'Angola est une sous-espèce de girafe qui vit surtout en Namibie et au Botswana mais qu'on trouve aussi à la frontière entre l'Angola et la Zambie.
On attribue cette sous-espèce, soit à l'espèce Giraffa camelopardalis (classification traditionnelle) sous le nom G. c. angolensis, soit à Giraffa giraffa (espèce proposée) sous le nom G. g. angolensis,.